# Уд-Агадж
Уд-Агадж (перс. عوداغاج) — село в Ірані, у дегестані Хенеджін, в Центральному бахші, шахрестані Коміджан остану Марказі. За даними перепису 2006 року, його населення становило 69 осіб, що проживали у складі 14 сімей.

## Клімат
Середня річна температура становить 11,29°C, середня максимальна – 30,95°C, а середня мінімальна – -11,62°C. Середня річна кількість опадів – 267 мм.
| Клімат поселення                              | Клімат поселення | Клімат поселення | Клімат поселення | Клімат поселення | Клімат поселення | Клімат поселення | Клімат поселення | Клімат поселення | Клімат поселення | Клімат поселення | Клімат поселення | Клімат поселення | Клімат поселення |
| Показник                                      | Січ.             | Лют.             | Бер.             | Квіт.            | Трав.            | Черв.            | Лип.             | Серп.            | Вер.             | Жовт.            | Лист.            | Груд.            |                  |
| Середній максимум, °C                         | 6,17             | 8,13             | 13,10            | 18,86            | 23,43            | 29,83            | 30,95            | 29,78            | 25,42            | 19,89            | 12,70            | 7,13             |                  |
| Середня температура, °C                       | −2,72            | −0,77            | 4,20             | 9,96             | 14,55            | 20,93            | 24,85            | 23,71            | 19,32            | 13,80            | 6,62             | 1,03             |                  |
| Середній мінімум, °C                          | −11,62           | −9,68            | −4,7             | 1,05             | 5,63             | 12,03            | 18,76            | 17,62            | 13,23            | 7,70             | 0,52             | −5,06            |                  |
| Норма опадів, мм                              | 38               | 35               | 47               | 38               | 35               | 6                | 1                | 1                | 0                | 9                | 22               | 35               |                  |
| Середньомісячна швидкість вітру, м/с          | 1.92             | 2.36             | 2.76             | 3.02             | 2.73             | 2.42             | 2.46             | 2.33             | 2.21             | 2.14             | 1.82             | 1.51             |                  |
| Середньомісячна сонячна радіація, кДж/м²·день | 8809             | 11876            | 14594            | 18042            | 22036            | 26796            | 26008            | 23950            | 20664            | 15136            | 10747            | 8716             |                  |
| --------------------------------------------- | ---------------- | ---------------- | ---------------- | ---------------- | ---------------- | ---------------- | ---------------- | ---------------- | ---------------- | ---------------- | ---------------- | ---------------- | ---------------- |
| Джерело:                                      |                  |                  |                  |                  |                  |                  |                  |                  |                  |                  |                  |                  |                  |